# Deramas arshadorum
Deramas arshadorum är en fjärilsart som beskrevs av John Nevill Eliot. Deramas arshadorum ingår i släktet Deramas och familjen juvelvingar. Inga underarter finns listade i Catalogue of Life.